# Матс Валк
Матс Валк (народився 4 травня 1996) — голландський спідкубер.

## Біографія
Матс Валк встановив всесвітній рекорд по швидкості збірки кубіка Рубіка 3×3×3 розв'язавши головоломку за 5,55 секунд у 2013 році. Також за ним закріплено останній всесвітній рекорд зі збірки куба 4×4. В наш час Матс Валк має декілька голландських та європейських рекордів в World Cube Association по збірці кубів 2х2, 3х3, 4x4, 5x5 однією рукою, а також кубів 6х6, 7х7, Square-1 та Skewb. Матс Валк завершує рішення кубіка Рубіка 3×3 з зеленим або синім верхом. Він також є автором VLS (Valks Last Slot — останній слот Валкса) — набору алгоритмів, які вирішують орієнтацію останнього слою (orientation of the last layer, OLL), поки обертається пара останніх кутів з двох перших слоїв (F2L).